# Vodafone Egipto
Vodafone Egipto, parte del Grupo Vodacom de Sudáfrica, es un operador de redes móviles en Egipto, anteriormente conocido como Click GSM. Vodafone lanzó sus servicios de banda ancha 3G en Egipto horas después del inicio de la transmisión Etisalat.

## Historia de Vodafone Egipto
Vodafone, anteriormente conocido como Click GSM, ha experimentado un importante ejercicio de rebranding. Otras filiales de Vodafone también pasaron por una transición similar, para crear la primera empresa de telecomunicaciones móviles verdaderamente global, con la conocida 'look and feel "en todo el mundo.
Vodafone Egipto, anteriormente con sede en El Cairo, se localiza ahora en la ciudad de 6 de Octubre, Guiza. Vodafone tiene actualmente dos bases principales, uno en Smart Village cerca de la ciudad de 6 de octubre, habilitada para todos los interesados en operar con la empresa, la otra es en El Cairo, destinada únicamente a ventas corporativas.
Click GSM fue fundada en 1998, como segundo operador de telefonía móvil en Egipto, compitiendo con el entonces recién privatizado operador - Mobinil - anteriormente propiedad de la Autoridad Nacional de Telecomunicaciones de Egipto (ahora Telecom Egypt).
Vodafone Egipto (en ese momento, Click GSM; oficialmente Misrfone Telecommunications) ha penetrado en el mercado en gran medida en ese momento al introducir el concepto de planes de telefonía móvil prepagos. En ese momento, solo las élites y los ricos podían acceder a teléfonos móviles propios.
En unos pocos años, tras la introducción de la modalidad prepago de Vodafone, y más tarde que su competidor Mobinil, ha hecho un cambio de paradigma en la cultura egipcia, convirtiendo los teléfonos móviles en una necesidad más que un lujo.
A partir de diciembre de 2007, Vodafone ofrece servicio a más de 13,3 millones de clientes en el país.
Una gran parte del crédito del éxito de Vodafone se debe dar a la ingeniería del equipo original que creó la red, procedentes de Vodafone UK, Vodafone Australia, Airtouch y Grecia Panafon.
Originalmente basado en un bloque de apartamentos en Maadi (un suburbio de El Cairo), el equipo se enfrentó a numerosos desafíos, pero ha conseguido lanzar con éxito la nueva red. Se dice que el plan original de transmisión por microondas fue diseñado con la ayuda de un mapa turístico de El Cairo y la guía impreso de la parte trasera del Egipto de Lonely Planet.
Vodafone siempre ha estado plagada de denuncias de fraude y el engaño hacia los clientes, muy especialmente exagerando las tarifas mensuales.